# Jacques Tapiau
 (mai 2025).
Motif : À la date du 3 mai 2025, peu de sources de nature à montrer la notoriété de ce boulanger ; la chaîne Paris-Baguette qu'il a contribué à créer semble être plus connue que lui.
- Archive Wikiwix
- Bing
- Cairn
- DuckDuckGo
- E. Universalis
- Gallica
- Google
- G. Books
- G. News
- G. Scholar
- Persée
- Qwant
- (zh) Baidu
- (ru) Yandex
- (wd) trouver des œuvres sur Wikidata

| 1. | Préciser le motif de la pose du bandeau. | Précisez le motif de la pose du bandeau en utilisant la syntaxe suivante : {{admissibilité à vérifier\|date=mai 2025\|motif=remplacez ce texte par le motif}}                       |
| 2. | Informer les utilisateurs concernés.     | Pensez à avertir le créateur de l'article, par exemple, en insérant le code ci-dessous sur sa page de discussion : {{subst:avertissement admissibilité à vérifier\|Jacques Tapiau}} |

Jacques Tapiau est né à Monguilhem dans le Gers, le 11 mai 1946, est un boulanger et entrepreneur français. 

## Biographie
Fils du cantonnier du village, il démarre son apprentissage chez Jean Betun, boulanger du village. Après une rencontre avec un compagnon du Devoir, il décide de partir pour faire son Tour de France afin de se perfectionner dans son métier de boulanger. Lyon, Bordeaux, Strasbourg (où il est le premier à passer son brevet de Maîtrise en 1967), Tours, Nantes et enfin Paris où il termine ce tour. 
C’est à Paris qu’il rencontre Béatrice ; elle deviendra son épouse en 1972. En 1974, il exploite en gérance avec son épouse une boulangerie-pâtisserie à Issy-les-Moulineaux. De 1976 à 2005, il exploite en tant qu’Artisan Boulanger avec son épouse, « La Baguette de Paris », 83 Bld Magenta à Paris, près de la Gare de l'Est. 
Jacques Tapiau, maître boulanger et formateur chez les Compagnons du Devoir, a assumé les positions de maître de métiers, «premier en ville» puis délégué de sa corporation sur tout le Tour de France. Il a, avec Raymond Calvel, fait connaître la boulangerie de tradition française au Japon et en Corée du sud. 
La « Baguette de Paris » est devenue au fil des années, un lieu de formation pour des dizaines de jeunes français, japonais et coréens. « Monsieur Tapiau » est une référence dans de nombreux ouvrages ou revues relatifs à la boulangerie de tradition française et au bon pain en général de par le monde.
En 1986, il est un des membres fondateurs de l'Amicale Calvel.
Il reçoit la médaille de la reconnaissance de la Chambre professionnelle de la boulangerie, échelon argent en 2007.
Terrassé par la maladie, il décède entouré des siens en août 2007. Il est inhumé dans le cimetière de son village natal.